# Comité créé par la résolution 1267
Le Comité du Conseil de sécurité créé par la résolution 1267 (1999) concernant Al-Qaida, les talibans et les personnes et entités qui leur sont associées ou Comité 1267 du conseil de sécurité des Nations unies aussi connu comme le Comité des sanctions contre Al-Qaida et les talibans créé par le Conseil de sécurité des Nations unies à la suite de la résolution 1267 du 15 octobre 1999 votée à l'unanimité est chargé de la promotion de la lutte contre Al-Qaïda, les talibans et les personnes et entités qui leur sont associées.

## Mission
Le régime des sanctions a été modifié et renforcé par des résolutions ultérieures, notamment les résolutions 1333 (2000), 1390 (2002), 1455 (2003), 1526 (2004), 1617 (2005), 1735 (2006), 1822 (2008) et 1904 (2009) de sorte que les sanctions s'appliquent désormais aux personnes et entités associées à Al-Qaïda, à Oussama ben Laden ou aux Talibans où qu'ils se trouvent.
Créé sous le chapitre VII de la charte des Nations unies, il est l'un trois Comités du Conseil qui forment le dispositif de lutte contre le terrorisme des Nations unies. Son président est le président du Conseil de sécurité des Nations unies, celui-ci étant depuis 2009 Thomas Mayr-Harting, représentant permanent de l'Autriche aux Nations unies dont le mandat viendra à expiration le 31 décembre 2010.
Il est chargé de faire appliquer la résolution 1267 (1999) qui engage tous les États à geler les avoirs de toute personne ou entité associée à Al-Qaïda et aux talibans, d’empêcher leur entrée sur leur territoire, et d’empêcher la fourniture, la vente ou le transfert direct ou indirect d’armes et de matériels connexes à de telles personnes ou entités et imposer, à l'origine, un embargo aérien.
Il s'agit d'un des quatorze comités des sanctions chargés d'appliquer un des quinze régimes de sanctions décidés par les Nations-Unions au cours du XXe siècle et l'un des treize des années 1990.
En 2010, onze comités des sanctions sont en fonction.
À la demande du Conseil de sécurité, le secrétaire général des Nations unies a constitué à la suite de la résolution 1526 du 30 janvier 2004 une équipe d’appui analytique et de surveillance (« monitoring team ») pour venir en aide au Comité. Composée d’experts du contre-terrorisme, cette équipe effectue des visites de terrain et produit, de façon autonome ou sur demande du Conseil de Sécurité, des analyses et des recommandations sur des thèmes généraux ou particuliers. Celle-ci est coordonnée depuis 2004 par Richard Martin Donne Barrett, responsable du Secret Intelligence Service chargé de l'antiterrorisme.
Le comité 1267 travaille en étroite collaboration avec Interpol.
Le nombre total d’individus et entités figurant sur la liste des personnes et entités liées aux talibans et Al-Qaïda au 9 mars 2010 est de 499 contre 507 au 27 mai 2009 répartis dans les quatre sections suivantes :
- Personnes associées aux talibans : 137 personnes au 9 mars 2010, 142 personnes au 27 mai 2009
- Entités, groupes et entreprises associés aux talibans : 0 en 2010, 0 en 2009
- Personnes associées à Al-Qaïda : 256 au 9 mars 2010, 255 personnes au 27 mai 2009
- Entités, groupes et entreprises associés à Al-Qaïda : 106 au 9 mars 2010, 111 entités au 27 mai 2009

## Historique
Le comité est demeuré sans président jusqu'en janvier 2000 faute de candidat à ce poste. Le président du conseil, un britannique, présida une réunion en décembre 1999, et le représentant permanent argentin assuma la fonction de président de ce comité après avoir quitté celui de président du comité créé par la résolution 1132 concernant la Sierra Leone, les représentants du Mali et de l'Ukraine étant alors vice-présidents.
Ayant pour mission « d'identifier les aéronefs, les fonds ou autres ressources financières » résolution 1267, le comité examina lors de réunions informelles en décembre 1999, des listes d'aéronefs fournies par le secrétariat général de l'ONU, qui avait consulté l'Organisation de l'aviation civile internationale, et par les États-Unis et approuva formellement le 22 décembre 1999 ces listes (voir à ce sujet l'arrêt Bosphorus, 2005 de la Cour européenne des droits de l'homme par laquelle celle-ci a examiné une affaire semblable bien que dans un autre contexte réglementaire).
Le comité adopta ses directives le 1er février 2000. L'élaboration de celles-ci donna lieu à des discussions sur la reprise des termes de la résolution 1267 en ce qui concerne le gel des fonds. La délégation des États-Unis ne souhaitait pas que les directives reprennent la formule selon laquelle seuls les fonds contrôlés par les Talibans « et identifiés par le comité » devaient être gelés. Cette condition pouvait en effet laisser échapper aux sanctions les fonds contrôlés par les Talibans, et sur lesquels le Comité n'aurait pu se prononcer par ignorance ou faute d'accord en son sein. La délégation du Royaume-Uni qui avait insisté pour l'inclusion de ce terme dans la résolution, au contraire, réussit à maintenir le texte tel quel et, en avril 2000, le Comité s'accorda sur les critères pour identifier les fonds talibans.
Le 16 mars 2004, à la création de l'équipe d'appui analytique et de surveillance des sanctions, ses membres sont Richard Barrett du Royaume-Uni qui est également coordonnateur de l'Équipe, Stanislav Frolov de la fédération de Russie, le Zambien Wilson C. Kalumba, le Français Franck Kasbarian, Christine Lee de Singapour, l'Égyptien Ashraf Mohsen, l'Américain Gary J. Peters et l'Australienne Lynne Walker. En 2009, ses membres sont Richard Barrett, Mubarak Mashhoor Al-Shahrani, Carlton Greene, Wilson Kalumba, Franck Kasbarian, Christine Lee, Hidemi Yuki, Victor Shtoyunda.
Le 9 décembre 2008, à l’issue de négociations intensives, le Comité a adopté une version révisée de ses directives concernant la conduite de ses travaux. Deux nouvelles sections y ont été ajoutées, dont l’une porte respectivement sur l’examen de la liste récapitulative des individus et des entités visés par les mesures de sanctions et l’autre sur les exemptions accordées sur les interdictions de voyager.
Le représentant de la Russie aux Nations unies a souligné, le 24 février 2010, l’importance d’un élargissement du travail du Comité 1267. Pour mieux contrer le terrorisme, la priorité devrait être aussi accordée à la lutte contre son idéologie et sa propagande, a-t-il expliqué, soulignant la nécessité de couper les ressources financières des groupes qui y ont recours.

### Problèmes juridiques
Le « Comité 1267 » fait face en 2009 à de sérieux défis, comme celui posé par le nombre croissant d’actions en justice intentées devant des juridictions nationales et régionales par des individus ou des entités qui contestent les mesures de sanctions qui les visent.
En 2008, la Cour de justice des communautés européennes a jugé que la transposition par l'Union européenne des résolutions du Conseil de sécurité et des membres visés par les sanctions était sujette à un contrôle judiciaire à l'aune des principes du droit communautaire (Yassin Abdullah Kadi et Al Barakaat International Foundation / Conseil et Commission (2008)).
À la suite de cette affaire, la résolution 1822 du 30 juin 2008 répondait partiellement aux objections soulevées, en rendant publics certains éléments amenés par les États en vue de l'inscription de groupes ou d'individus sur les listes noires de l'ONU.
Les États Membres eux-mêmes se retrouvent face à un dilemme lorsque les cours nationales et régionales mettent en doute la légalité des mesures internes de mise en œuvre des sanctions, a souligné la représentante de la Suisse et les représentants de la Norvège et du Liechtenstein ont plaidé pour la mise en place d’un panel d’experts indépendants nommé par le Conseil de sécurité et qui seraient chargés d’assister le « Comité 1267 » lors des procédures d’inscription sur la liste et de radiation de ses rangs. Ils ont estimé que cela limiterait le risque de recours contre des sanctions ciblées dans le cadre de juridictions nationales ou régionales.
En accord avec ces recommandations, le comité s'est doté d'un médiateur en juin 2010 chargé de l'aider à examiner les demandes de radiation reçues de personnes et d’entités soumises aux sanctions imposées par le Conseil de sécurité qui souhaitent que leur nom soit rayé de la Liste récapitulative établie par le Comité, la juge canadienne Kimberly Prost.